# Typhonia philippinensis
Typhonia philippinensis is een vlinder uit de familie van de zakjesdragers (Psychidae). De wetenschappelijke naam van de soort is voor het eerst geldig gepubliceerd in 2012 door Thomas Sobczyk.

## Type
- holotype: "male, 6-7.V.1999. leg. Mey & Ebert"
- instituut: MNHU, Berlijn, Duitsland
- typelocatie: "Philippines, Luzon, Zambales Mtn., Coto, 250 m"